# Fukiage (metropolitana di Nagoya)
Fukiage (吹上駅?, Fukiage-eki) è una stazione della metropolitana di Nagoya situata nel quartiere di Chikusa-ku, a Nagoya, ed è servita dalla linea Sakura-dōri.

## Linee
Metropolitana di Nagoya
 Linea Sakura-dōri

## Struttura
La stazione, sotterranea, è costituita da un marciapiede a isola con due binari passanti protetti da porte di banchina a mezza altezza. Trovandosi sotto l'autostrada Higashiyama, anch'essa, in questo tratto, sottoterra, la stazione è particolarmente profonda.
| 1 | Linea Sakura-dōri | per Aratama-bashi e Tokushige           |
| 2 | Linea Sakura-dōri | per Imaike, Nagoya e Nakamura Kuyakusho |

## Stazioni adiacenti
| «                 | Servizio          | »                 |
| Linea Sakura-dōri | Linea Sakura-dōri | Linea Sakura-dōri |
| ----------------- | ----------------- | ----------------- |
| Imaike            | -                 | Gokiso            |